# Аль-Уюн
Аль-Уюн (англ. al-Uyun, араб. عيون) — поселення в Сирії, що складає невеличку друзьку общину в нохії Сальхад, яка входить до складу однойменної мінтаки Сальхад в південній сирійській мухафазі Ас-Сувейда.